# Gint insolitus
Espèce
Synonymes
- Buthus insolitus Borelli, 1925

Gint insolitus est une espèce de scorpions de la famille des Buthidae.

## Distribution
Cette espèce est endémique de Somalie. Elle se rencontre vers Jumboo.

## Description
La femelle holotype mesure 33,8 mm.

## Systématique et taxinomie
Cette espèce a été décrite sous le protonyme Buthus insolitus par Borelli en 1925. Elle est placée dans le genre Gint par Rossi en 2015.

## Publication originale
- Borelli, 1925 : « Scorpioni nuovi o poco noti della Somalia Italiana. » Annali del Museo Civico di Storia Naturale Giacomo Doria, vol. 52, p. 9-16 (texte intégral).